# Róka-hegyi Bagolytanya
A Róka-hegyi Bagolytanya a Duna–Ipoly Nemzeti Parkban lévő Budai Tájvédelmi Körzetben, Budapest III. kerületében található egyik barlang.

## Leírás
A Pilis hegység egyik legdélkeletibb hegyének, a Róka-hegynek egyik, már nem művelt kőfejtőjében, természetvédelmi területen, a DNy-i sziklafalban, kb. 10 m magasan nyílik a barlang bejárata. A Róka-hegyi Bagolytanya jellegzetes, háromszög alakú bejárata a Róka-hegyi Kristály-barlang bejárata felett helyezkedik el. A könnyen járható és engedély nélkül megtekinthető Róka-hegyi Bagolytanya bejárásához a bejárat nehéz megközelítése miatt kötéltechnikai eszközök használata is szükséges a barlangjáró alapfelszerelésen kívül.
A barlang triász mészkőben freatikus körülmények között jött létre. A barlangbejárattól kb. 2 m-re található egy kis ablak, amelyen keresztül a barlangba természetes fény szűrődik. A bejáraton bebújva egy tág, 2×3 m-es terembe lehet jutni, amelyből egy szűk, kb. 3 m magas kürtő kezdődik felfelé. A terem aljzatán bontásnyomok vannak. A száraz, 8 m hosszú barlangban gömbüstök és néhány helyen borsókövek is láthatók.
Előfordul a barlang az irodalmában Bagoly-tanya-barlang (Sásdi 1997) néven is.

## Kutatástörténet
Kőbányászat következtében tárult fel a barlang. Az 1973-ban napvilágot látott Budapest lexikonban meg van említve, hogy a Róka-hegy tetején és oldalain működő vagy félbehagyott kőfejtők mélyedéseiből két kis (hévizes eredetű) akna, illetve néhány kis mesterséges üreg nyílik. Az 1984-ben kiadott, Magyarország barlangjai című könyv országos barlanglistájában nem szerepel a barlang neve. A barlangot 1997. március 22-én Sásdi László mérte fel, majd ugyanezen a napon, a felmérés alapján megszerkesztette a barlang alaprajz térképét és két metszet térképét. A három térképen 1:100 méretarányban van bemutatva a barlang. Az alaprajz térképen látható a két metszet elhelyezkedése a barlangban.